# لئون کلارک
لئون کلارک (انگلیسی: Leon Clarke؛ زادهٔ ۱۰ فوریهٔ ۱۹۸۵) بازیکن فوتبال اهل بریتانیا است.
از باشگاه‌هایی که در آن بازی کرده‌است می‌توان به باشگاه فوتبال شفیلد ونزدی، باشگاه فوتبال چارلتون اتلتیک، باشگاه فوتبال کویینز پارک رنجرز، باشگاه فوتبال کراولی تاون، باشگاه فوتبال سوئیندون تاون، باشگاه فوتبال پرستون نورث اند، باشگاه فوتبال اولدهام اتلتیک، باشگاه فوتبال اسکانتورپ یونایتد، باشگاه فوتبال ساوتند یونایتد، باشگاه فوتبال بری، باشگاه فوتبال ولورهمپتون واندررز، باشگاه فوتبال چسترفیلد، باشگاه فوتبال کیدرمینستر هاریرس، باشگاه فوتبال کاونتری سیتی، باشگاه فوتبال ویگان اتلتیک، و باشگاه فوتبال پلیموث آرگیل اشاره کرد.